# Barwino
Barwino (deutsch Barvin) ist ein Dorf in der polnischen Woiwodschaft Pommern und gehört zur Gmina Kępice (Hammermühle) im Powiat Słupski (Stolper Kreis).

## Geographische Lage
Das Dorf liegt in Hinterpommern, rechts von der Wipper, etwa 32 Kilometer nördlich von Miastko (Rummelsburg i. Pom.), 21 Kilometer südsüdwestlich von Słupsk (Stolp), sechs Kilometer nordnordöstlich des Dorfs Kępice (Hammermühle) und vier Kilometer nordwestlich des Kirchdorfs Barcino (Bartin).
Fünf Kilometer westlich des Dorfs befindet sich der Lantower See.

## Geschichte

Barvin, nördlich von Rummelsburg und östlich des Lantower Sees, auf einer Landkarte von 1915

Das Gut Barvin war ehemals ein altes Massowsches Lehen, zu dem ein Vorwerk, Holzungen und Fischerei in drei Seen gehörten und das um 1782 der Major Ewald von Massow in Besitz hatte. Um 1856 befand sich das Allodial-Rittergut Barvin im Besitz eines Herrn Beyer zu Grabow bei Stettin. Laut den Verzeichnissen der Pommerschen Ritterschaft wurde das Gut Barvin 1859 für 75.000 Taler von einem Herrn Balland gekauft, der 1862 als Besitzer eingetragen ist. Im Jahr 1884 befand sich das Rittergut Barvin mit den Vorwerken Augusthof und Zollbrück sowie einer Spiritusbrennerei, einem Kalkofen, einer Ziegelei und einer Wassermühle im Besitz von Erna von Zydowitz, die es auch noch im Jahr 1892 besaß.
Am 1. Dezember 1913 wurden auf der 419 Hektar großen Gemarkungsfläche der Landgemeinde Barvin 47 viehhaltende Haushaltungen gezählt und auf dem 1674 Hektar umfassenden Gutsbezirk Barvin 88 viehhaltene Haushaltungen.
Am 1. April 1927 hatte das Gut Barvin eine Flächengröße von 1323 Hektar, und am 16. Juni 1925 hatte der Gutsbezirk 231 Einwohner. Am 30. September 1928 wurde der Gutsbezirk Barvin in die Landgemeinde Barvin eingegliedert.
Anfang der 1930er Jahre hatte die Landgemeinde Barvin eine Flächengröße von 17,5 km². Innerhalb der Gemeindegrenzen standen insgesamt 51 bewohnte Wohnhäuser an sieben verschiedenen Wohnplätzen:
1. Augusthof
2. Barvin
3. Elisenau
4. Fuchsberge
5. Karlshof
6. Weiße Ufer
7. Wipper

Um 1935 hatte Barvin u. a. eine Bäckerei, zwei Gemischtwarenläden, eine Schmiede und eine Viehhandlung. Im Jahr 1939 hatte die Landgemeinde 532 Einwohner.
Die Landgemeinde Barvin gehörte im Jahr 1945 zum Landkreis Rummelsburg im Regierungsbezirk Köslin der preußischen Provinz Pommern des Deutschen Reichs und war dem Amtsbezirk Bartin zugeordnet. Das Standesamt befand sich in Bartin.
Gegen Ende des Zweiten Weltkriegs wurde Barvin Anfang März 1945 von der Roten Armee eingenommen. Anschließend wurde Barvin zusammen mit ganz Hinterpommern von der Sowjetunion der Volksrepublik Polen zur Verwaltung überlassen. Es begann danach allmählich die Zuwanderung von Polen. Die einheimische Bevölkerung wurde in der Folgezeit von der polnischen Administration vertrieben. Der Ortsname wurde zu „Barwino“ polonisiert.

## Kirchspiel bis 1945
Die vor 1945 anwesende Dorfbevölkerung war mit wenigen Ausnahmen evangelischer Konfession. Die evangelische Einwohner Barvins gehörten zum Kirchspiel Bartin.
Das katholische Kirchspiel war in Rummelsburg i. Pom.